# 아모리인

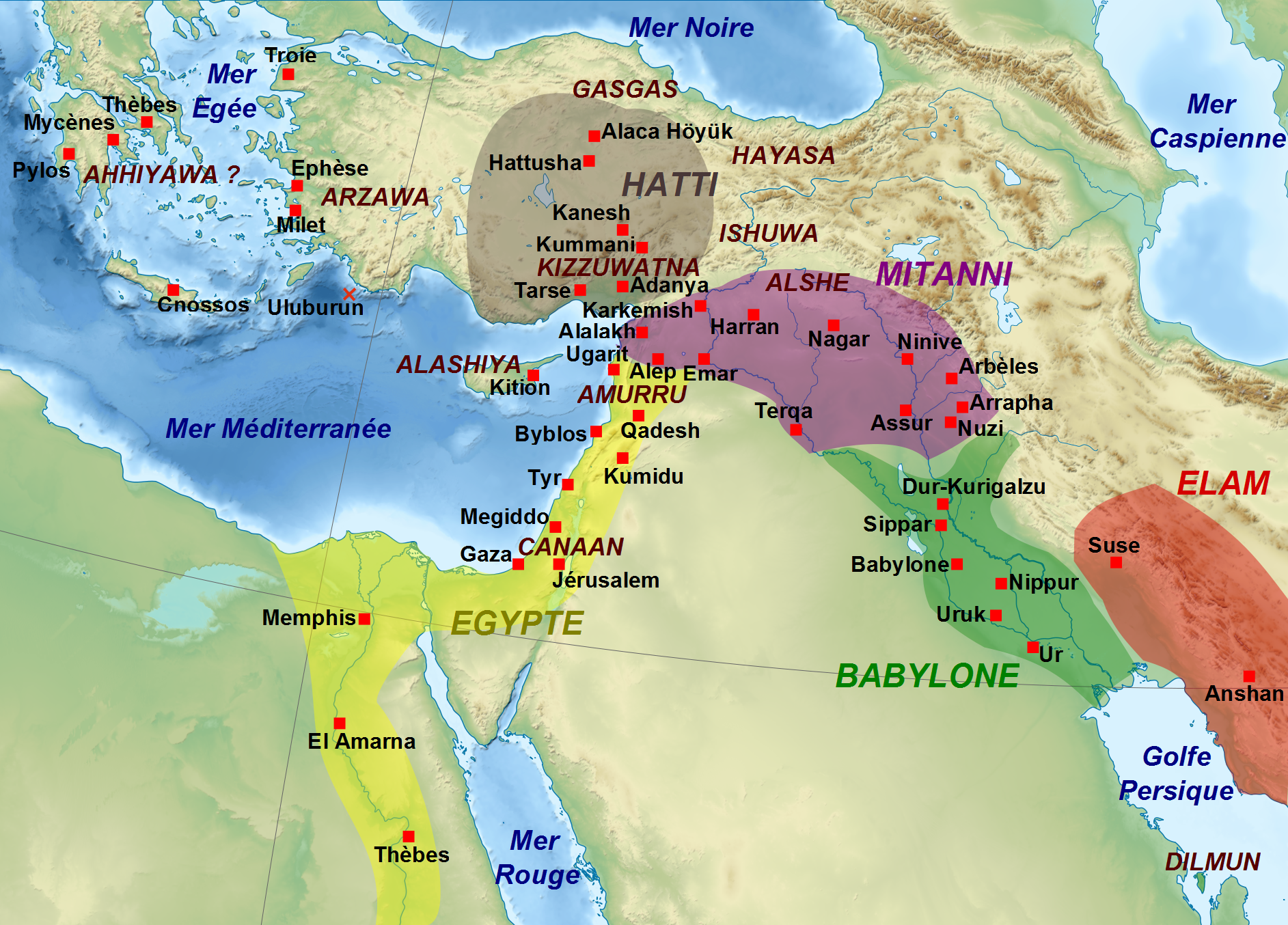
고대 근동의 아마르나 시대(Amarna Period: 1400?~1292?) 초기의 지정학적 지도로 이집트 제국(기원전 16~11세기)의 지배를 받고 있던 아무루 왕국(기원전 14~12세기, 지도에서 "AMURRU")이 히타이트 제국(기원전 18세기경 ~ 기원전 1180년경)의 일부로 복속되기 전의 상황이다

아모리인(수메르어: 𒈥𒌅 말투; 아카드어: 𒀀𒈬𒊒𒌝 혹은 아카드어: 𒋾𒀉𒉡𒌝/𒊎 티드눔; 히브리어: אֱמֹרִי 에모리; 고대 그리스어: Ἀμορραῖοι)은 셈계 민족들 중 하나로, 기원전 2500년경부터 유프라테스강의 서쪽 지방을 점유하였고 기원전 2100년경부터 메소포타미아의 대부분을 점유하기 시작하였던 민족으로 수메르 지역의 우르 제3왕조(기원전 2100년경~2000년경)의 멸망의 원인들 중 하나였다. 아무루는 아모리인을 가리키는 낱말이기도 하고 또한 아모리인이 주로 숭배하였던 신의 이름이기도 하다.
메소포타미아에서 아모리인이 세운 왕국으로 가장 대표적인 경우가 바빌론을 중심지로 한 고대 바빌로니아로, 특히 함무라비(1810?~1750? BC)가 유명하다. 한편, 레반트 지역에서는 기원전 14~12세기 동안 지금의 레바논 지역을 지배하였던 아무루 왕국이 있었다. 아무루 왕국은 기원전 1200년경 청동기 시대 붕괴기에 해양 민족에 의해 멸망하였다.

## 기원

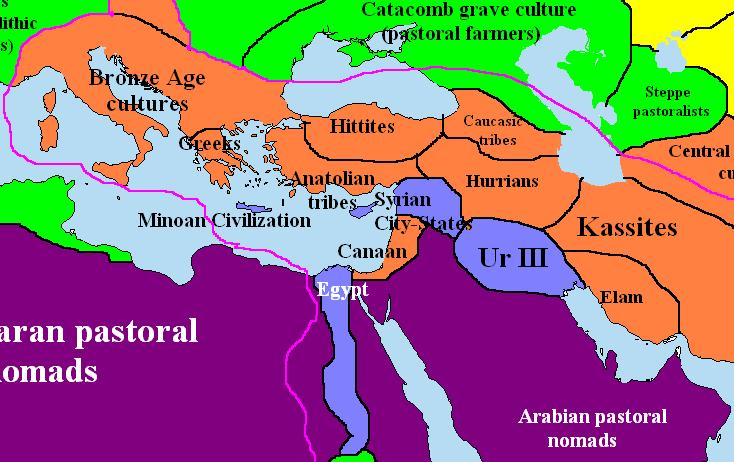
기원전 2000년경의 고대 근동과 지중해: 아모리인은 기원전 2100년경부터 메소포타미아의 대부분을 점유하기 시작하였으며 수메르 지역의 우르 제3 왕조(기원전 2100년경~2000년경)의 멸망의 원인들 중 하나였다

청동기 시대 붕괴기(Bronze Age collapse: 1206~1150 BC)의 고대 근동과 고대 그리스: 아무루 왕국은 기원전 1200년경에 해양 민족에 의해 멸망하였다

아모리인에 대해 언급하고 있는 가장 오랜 원천 자료는 기원전 2400~2000년경의 수메르의 설형문자 기록들인데, 이 자료들에서 아모리인의 땅을 '말투'의 땅이라고 언급하고 있다. 이 자료들에서 말투의 땅은 서쪽 지역과 동의어로 사용되고 있는데 서쪽 지역은 수메르의 서쪽, 즉 유프라테스강의 서쪽을 뜻하며, 시리아와 가나안 지역이 여기에 포함된다. 이 자료에도 불구하고, 아모리인의 기원은 시리아가 아닌 아라비아였던 것으로 보인다. 아시리아에서는 이 아모리인들을 가리켜 아무루라고  하였고 이집트에서는 아마르라고 하였다. 아모리인은 아무루 신과 달의 신인 '신'을 숭배했던 것으로 보인다.
유목민이었던 아모리인 부족들의 기원전 21세기부터 이어진 대규모 이동은 메소포타미아로의 침입으로 나타났고 이것은 신(新)수메르의 우르 제3왕조(기원전 2100년경~2000년경)의 멸망의 원인들 중 하나가 되었다. 아모리인들은 메소포타미아에서 일련의 강력한 왕국들을 세웠는데, 그 대표적인 경우가 바빌론의 함무라비(1810?~1750? BC)이다. 메소포타미아로 이주해온 당시의 아모르인들은 수메르와 아카드의 문화를 급속히 흡수하였으며 메소포타미아 북부와 인근 지역의 후르리인들과 완전히 섞였다.
아모리인임이 확인된 알려진 아모리인들(주로 마리의 아모리인들)이 아카드어의 한 방언을 기록 문자로 사용하였는데, 기원전 1800년에서 1750년까지로 보이는 점토판에서 발견된 이 아카드어 방언에는 북서셈어의 어형과 구조가 보인다. 아모리어는 북서셈어의 한 방언이었던 것으로 여겨지고 있다. 아모리어에 대한 지식의 원천자료는 이 점토판과 같은 문헌 자료들에 보존되어 있는 고유명사들처럼 아카드어 문체를 사용하고 있지 않은 고유명사들로, 그만큼 아모리어에 대한 현재의 지식은 극히 제한적이다. 이들 고유명사들 중 많은 것들이 성경에 들어 있는 후대의 히브리어 고유명사들과 유사하다.

## 성경에서

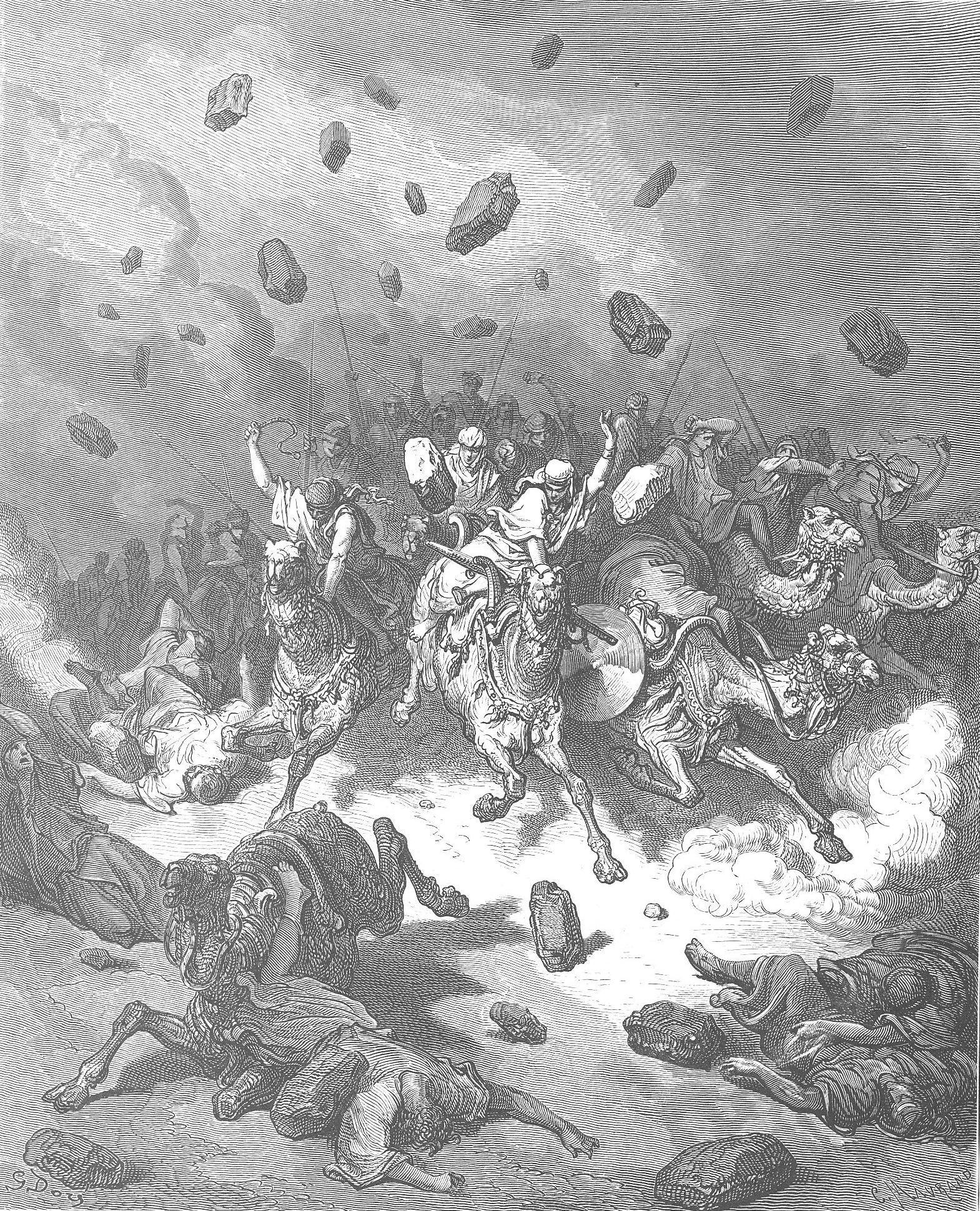
아모리 군대의 파괴, 귀스타브 도레 작.

아모리인은 성경에서 가나안 땅에 거주하던 산악 지대의 거주민들을 가리키는 용어로 사용된다. 창세기에서는 이들을 함의 아들 가나안의 후손으로 묘사하고 있다. 이는 시리아-팔레스타인 지역을 "아모리인의 땅"으로 간주하던 아카드 및 바빌로니아 전통과 일치한다. 성경은 아모리인을 강력하고 키가 큰 민족으로 묘사하는데, 아모스서는 그들의 키가 "백향목의 높이 같았다"고 전한다. 이러한 표현으로 인해 기독교 학자들 중에는 아모리인이 ‘거인’이라고 주장하는 이들도 있었다. 신명기에서는 아모리인의 왕 옥을 ‘르바임의 마지막 후손’으로 기록하고 있다. ‘아모리인’과 ‘가나안인’이라는 명칭은 대체로 혼용되어 사용되지만, 경우에 따라 아모리인은 가나안에 거주한 특정 부족을 지칭하기도 한다.
성경에 따르면, 아모리인은 본래 사해 서쪽 고지대에서 헤브론까지, 그리고 길르앗 전역과 바산 전역, 요단강 동쪽의 요단 골짜기 등지에 거주하였다. 이 지역은 시혼과 옥이 다스리던 땅이었다. 시혼과 옥은 각기 독립된 왕이었으며, 이스라엘 백성과의 전투에서 그들의 민족은 패배하여 땅을 잃었다. 특히 옥과 바산 지역과의 전투에서는 생존자가 없었고, 그 땅은 이스라엘의 소유가 되었다. 에제키엘서에 따르면 아모리인은 예루살렘 지역과도 관련이 있는 것으로 보는데, 여부스인이 아모리인의 한 분파였을 가능성이 있다. 유다 산지 남부는 ‘아모리인의 산’으로 불린다.
여호수아서에 따르면, 아모리인의 다섯 왕은 여호수아에게 크게 패하여 전멸하였다. 이후 메롬 물가에서도 또 다른 아모리인 왕들이 여호수아에게 패하였다. 사무엘 시대에는 이스라엘과 아모리인들 사이에 평화가 유지되었다고 기록되어 있다. 기브온 사람들은 아모리인의 후손으로, 히브리인들과 언약을 맺은 아모리인의 분파로 간주된다. 그러나 사울이 이 언약을 깨고 기브온 사람 일부를 살해하자, 야훼가 이스라엘에 기근을 내리셨다고 전해진다.

## 지도
| 모술바그다드테헤란유프라테스강티그리스강니푸르기르수라가시마라드우루크우바이드우르에리두키시수사안샨마리아카드이신라르사바빌론아수르니네베님루드두르샤루킨class=notpageimage\| 메소포타미아의 고대 도시들 : 수메르의 도시 : 엘람의 도시 : 아카드 제국의 도시 : 아모리인의 도시 : 바빌로니아의 도시 : 아시리아의 도시 : 현대의 이라크 · 이란의 도시 |